# Fran Clough
Francis John Clough, detto Fran (Wigan, 1º novembre 1962), è un ex rugbista a 15 britannico, tre quarti centro, internazionale per l'Inghilterra, con cui prese parte alla Coppa del Mondo di rugby 1987.

## Biografia
Studente all'Università di Cambridge, Fran Clough fu tra i giocatori di alto livello selezionati per l'annuale Varsity Match di rugby contro i rivali di Oxford, in una squadra che vedeva anche altri elementi di spicco come lo scozzese Gavin Hastings e l'inglese Rob Andrew.
All'Orrell fino al 1987, fu durante tale militanza che divenne internazionale per l'Inghilterra, venendo selezionato per la prima volta durante il Cinque Nazioni 1986 contro l'Irlanda a Twickenham, e successivamente rappresentando il suo Paese alla Coppa del Mondo di rugby 1987, in cui scese in campo una volta sola, la sua ultima partita internazionale, contro gli Stati Uniti a Sydney.
Dopo la Coppa del Mondo fu ai London Wasps con cui vinse la Premiership 1989-90, e fu in tale squadra fino al 1994, quando si trasferì ai Bedford Blues, con cui terminò la carriera nel 1996.

## Palmarès
- Premiership: 1
Wasps: 1989-90